# Maringá
Maringá és una ciutat de l'estat brasiler de Paraná. És una ciutat en un recent procés d'urbanització i planejament, ocupant un tercer lloc en l'estat pel que fa a la població.
La ciutat va ser fundada per l'empresa "Companhia de Melhoramentos do Norte do Paraná", en 1947, i elevada a la categoria de municipi en 1951.